# Shinya Nakano

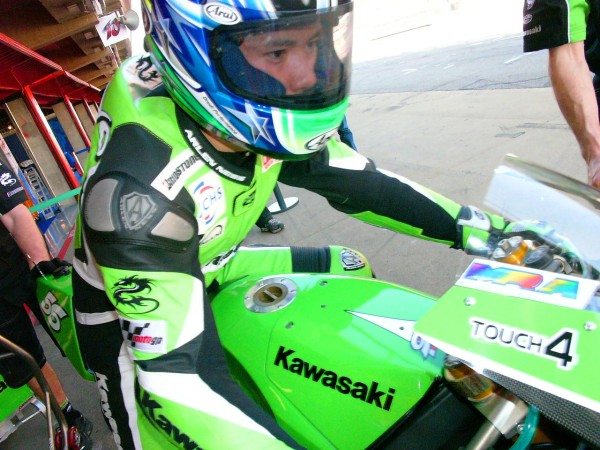
Nakano in 2005

Shinya Nakano (Japans: 中野真矢, Nakano Shinya) (Tokio, 10 oktober 1977) is een Japanse motorcoureur die uitkwam in 250 cc, de 500 cc en de MotoGP-klasses. Hij start altijd met het nr. 56.

## Carrière

### 1998 - Japanse 250cc

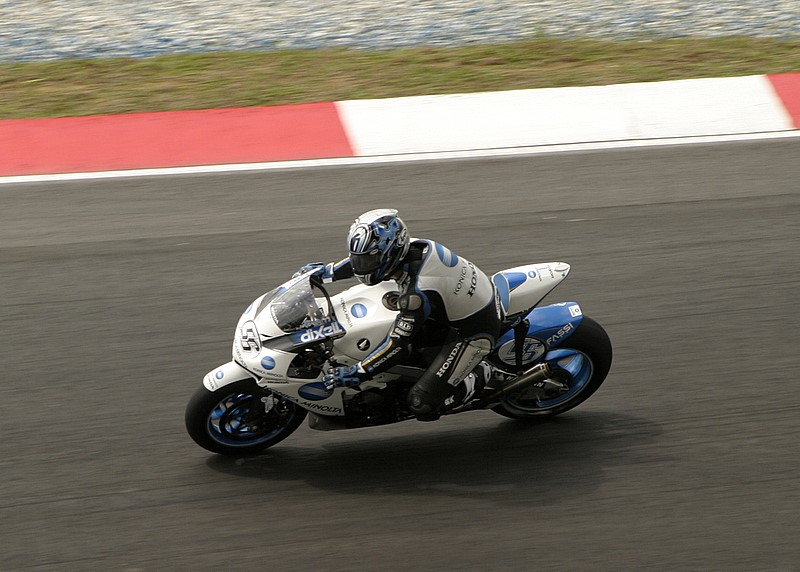

Shinya's internationale carrière begon in 1998, na het winnen van het Japanse 250cc-kampioenschap. Na het behalen van deze titel liet hij zijn land van herkomst achter zich, waar hij overigens nog een technische studie genoot, om plaats te nemen op de Tech 3 250cc-machine.

### 1999 - 250 cc
Op de Tech 3 250cc Yamaha streed Shinya samen met de Franse coureur Oliver Jacque om het wereldkampioenschap. In zijn debuutjaar wist hij dan ook, tegen de verwachtingen in, de zege te pakken op zijn thuis circuit Motegi. In 1999 wist hij nog vier andere podiumplaatsen op zijn naam te schrijven. (3e in Maleisië, 2e in Le Mans, 3e in Donington en nog een 2e plek in Zuid-Afrika) Shinya eindigde vierde in het kampioenschap met 207 punten. Hiermee werd hij, als rookie, een van de potentiële kampioenen van de toekomst.

### 2000 - 250cc
Met de resultaten van 1999 verzekerde Shinya zichzelf opnieuw van een plek bij het Tech 3 250cc Yamaha-team. Opnieuw moest hij dit team vertegenwoordigen met de Franse coureur Oliver Jacque. In dit seizoen pakte Shinya twaalf podiumplaatsen waarvan vijf keer vanaf de bovenste tree. Hij finishte slechts vier keer buiten het podium. Over heel 2000 scoorde Shinya één keer buiten de punten. Het seizoen van 2000 bleef spannend tot in de laatste bocht van de laatste race; Oliver Jacque was Shinya Nakano te slim af in de laatste bocht, en streek zo het kampioenschap naar zich toe. Shinya werd tweede met 272 punten. In 2000 wist Nakano definitief zijn naam op de kaart te zetten in de geschiedenis van de internationale motorsport.

### 2001 - 500cc
Shinya promoveerde in 2001 naar de hoogste klasse; de 500cc. Ook hier zou hij uitkomen voor de Yamaha van het Gauloises Tech 3-team, welke ook 'verhuisde' naar de 500cc. Oliver Jacque verhuisde mee. In zijn eerste, en laatste, jaar op de Yamaha YZR500 pakte hij zijn eerste podium in Duitsland, op de Sachsenring. Ook wist hij de concurrentie te imponeren door in de eerste vier races op de eerste rij te kwalificeren. In 2001 werd Shinya vijfde in het kampioenschap, achter het Italiaanse trio Max Biaggi, Loris Capirossi en Valentino Rossi en Alex Barros. In dit jaar wist Nakano de titel van 'Rookie of the Year' met gemak op zijn naam te schrijven.

### 2002 - MotoGP
In dit jaar vervielen noodgedwongen alle 500cc-machines in verband met wijzigingen van de reglementen. De 500cc-machines werden vervangen door de 990 cc grote viertakten. Dit betekende voor Shinya een enorme wending in de sport. Hij had namelijk in zijn, toen al 19-jarige (vanaf '83 op de minibikes) carrière, nog nooit een race gereden met een viertakt. De wijziging in het reglement betekende voor het eindeloos gemotiveerde Tech 3 Yamaha-team geen terugtrekking uit het kampioenschap. Ze bouwde een 990cc-viertaktracemotor voor de Japanner. Ook in het jaar 2002 werd het Yamaha Tech 3-team door Nakano en Jacque vertegenwoordigd. Het duo was aan elkaar gewaagd en Jacque pakte de poleposition in Duitsland slechts op 0,08 seconde voor Nakano. Nakano kon slecht wennen aan de nieuwe generatie racemotoren, en wist aan het eind van het seizoen zijn prijzenkast niet uit te breiden. Aan het einde van het kampioenschap bemachtigde Shinya de 11e plaats met 'slechts' 68 punten.

### 2003 - MotoGP
Na een vierjarige staat van dienst voor het Tech 3 Yamaha-team besloten de Fransen een vervangende coureur voor Nakano in te zetten. Dit werd de Braziliaan Alex Barros. Noodgedwongen moest Shinya zijn carrière vervolgen bij een ander team. Nakano kwam in 2003 uit op de Yamaha YZR-M1 van het d'Antín Yamaha MotoGP Team. In 2003 weet Nakano geen podiums te halen, wel weet hij zes keer in de top zes te finishen. Aan het eind van 2003 mag Shinya zichzelf de op een na beste Yamaha coureur noemen, achter Carlos Checa. Nakano was in 2003 op weg naar een record; Hij zou in alle races punten pakken. Dit record ging in rook op toen hij, op oer Japanse wijze, in de laatste race zijn Yamaha de boarding in wist te projecteren.

### 2004 - MotoGP
In 2004 geeft Valentino Rossi kennis over zijn ambities het team van Yamaha te vertegenwoordigen. Hierdoor veranderde er veel bij het team, en er bleek geen plek te zijn voor de sympathieke Japanner. Voor de tweede keer in twee jaar moest Nakano noodgedwongen zijn loopbaan voortzetten bij een ander team. Dit werd het Kawasaki MotoGP-team. In dit jaar was Nakano niet alleen de eerste coureur van het team, maar krijg ook de leiding van het Kawasaki MotoGP-project, waarbij het niet allemaal op rolletjes leek te lopen. Nog voor de eerste race zorgde Shinya ervoor dat de Dunlop-banden werden ingeruild voor de veelbelovende Bridgestones. Shinya zette de Kawasaki op de derde startplek in Maleisië (de eerste keer voor Kawasaki sinds 1981), en wist eindelijk weer een bokaal te bemachtigen. Dit gebeurde tijdens de Japanse grand prix in Motegi. De Bridgestone banden bezorgde Shinya een enorme crash tijdens de grand prix in Italië. Hier herstelde hij volledig van. De constante resultaten zorgde voor 83 punten aan het einde van het seizoen. Hiermee pakte Nakano de 10e plaats in het klassement.

### 2005 - MotoGP

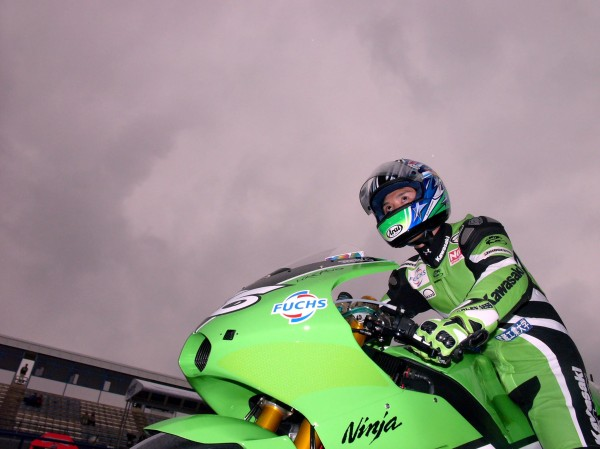
Shinya Nakano in 2005

Nog voor het einde van het seizoen 2004 was het contract al getekend; Nakano zou in 2005 ook uitkomen in het groen. Aan het eind van 2004 was duidelijk dat het materieel nog niet in optimale conditie verkeerde. In de 'winterstop' werkte het Japanse MotoGP-team samen met Shinya aan het technische gedeelte van de Kawa. Het typerende 'Big Bang'-blok werd in 2004 als te onvoorspelbaar bevonden door Shinya en werd doorontwikkeld. Shinya kwalificeerde zich in 2005 zeven keer voor een startpositie op de tweede of derde rij. In 2005 wist hij de Kawasaki niet naar het podium te sturen, maar scoorde wel meer punten dan in 2004. Hij pakte met 98 punten opnieuw de 10e plek in het klassement.

### 2006 - MotoGP
De vorderingen en resultaten zijn voldoende motivatie geweest om Nakano opnieuw op de Kawasaki te zetten. In 2006 moet de doorgeëvalueerde Kawasaki dan ook voor goede resultaten gaan zorgen. Randy de Puniet, door de Nederlandse fans ook wel de Pineut genoemd, wordt gezien als versterking en mag plaatsnemen op de tweede Kawasaki. De vorderingen bleven uit, en Kawasaki bleef finishen in de achterhoede. De veelbelovende Fransman Randy de Puniet wist, alleen al in de races, zeven keer spectaculair afscheid te nemen van de Kawasaki. Nakano kon, mede hierdoor, niet de vorderingen maken waar ze op gehoopt hadden. In het seizoen 2006 wist Shinya 92 punten bij elkaar te halen. Dit betekende de 14e plek in het klassement.

### 2007 - MotoGP

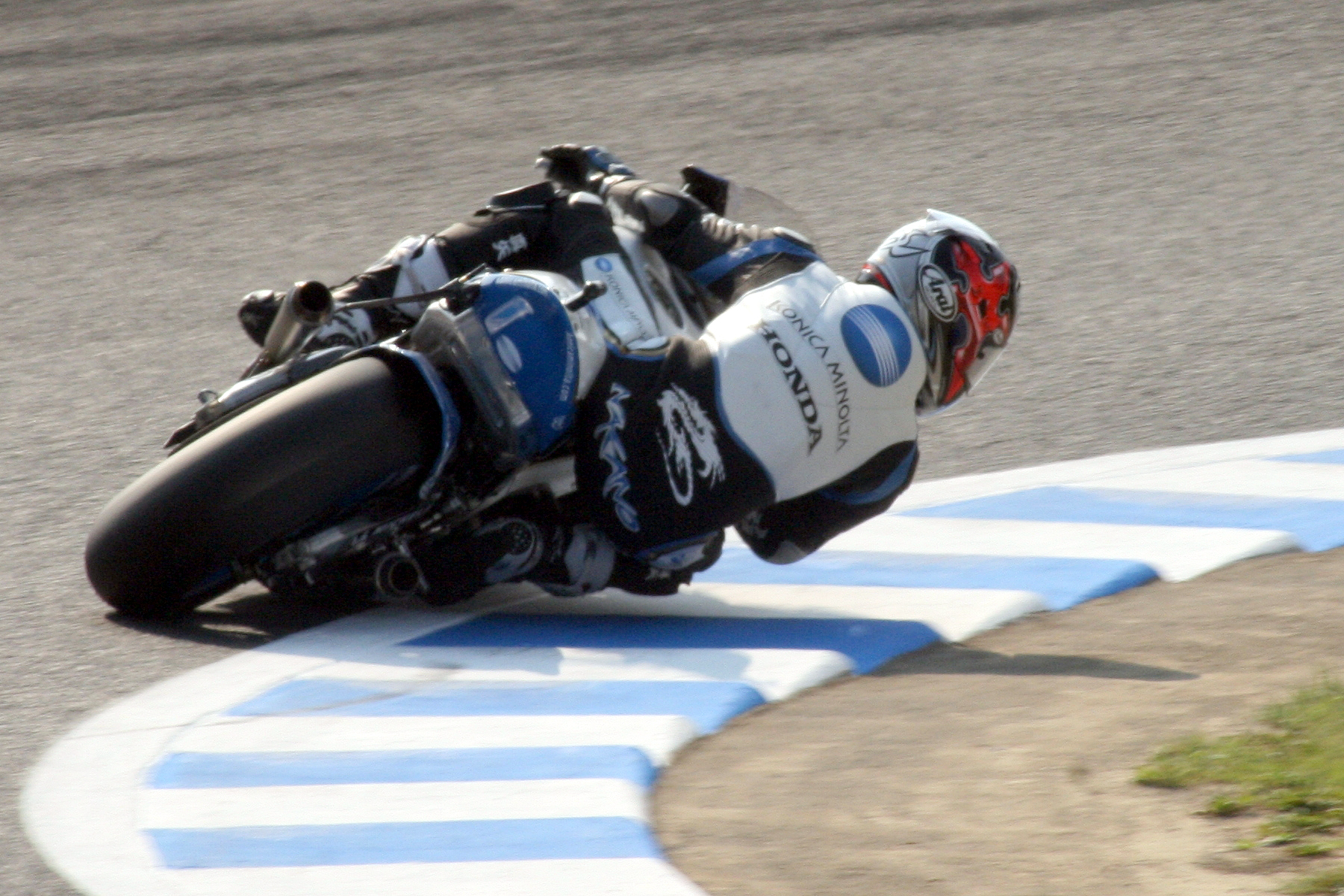
Shinya Nakano in 2007

Na drie jaar gefunctioneerd te hebben in het groen werd de overstap gemaakt naar het blauw wit van de Konica Minolta Honda. 2007 werd een fiasco voor Nakano. In dit jaar leek niks te lukken, en langzaam begonnen de fans vertrouwen te verliezen in de gedemotiveerde Japanner. In dit jaar leek de combinatie Stoner-Ducati-Bridgestone een gouden te zijn. De combinatie Nakano-Honda-Michelin was ronduit bedroevend. Ook in 2007 troffen veranderingen in de reglementen de gehele MotoGP, de 990cc werd vervangen door 800cc, iets waar een aantal coureurs (waaronder Nakano) zichtbaar moeite mee hadden. Nakano heeft in het verleden bewezen gevoelig te zijn voor het type band, en tot overmaat van ramp werkte de Michelin niet voor hem. In het seizoen van 2007 haalde Nakano 47 punten binnen voor de Konica Minolta Honda, dit betekende de 17 plaats in het klassement.

### 2008 - MotoGP
In 2008 vangt Shinya Nakano wederom het seizoen aan op een Honda, wel 'switched' hij van team. Hij komt in het seizoen 2008 dan ook uit voor het San Carlo Honda Gresini MotoGP-team. Nakano rijdt in 2008 zijn beste seizoen in de MotoGP. In het 18 races tellende seizoen rijdt Shinya 126 punten bij elkaar, welke goed zijn voor een 9e plek in het eindklassement. Nakano haalt precies twee keer zoveel punten als zijn teamgenoot Alex de Angelis. Ondanks deze keiharde cijfers bleek het niet genoeg voor Gresini Honda om de sympathieke Japanner een contract aan te bieden voor 2009.

### 2009 - World Superbikes
Voor 2009 tekent Shinya een contract bij Honda HRC (MotoGP) als testcoureur. In diezelfde tijd begint het World Superbikes-project van het Italiaanse motormerk Aprilia grotere vormen aan te nemen. Aprilia gaat in 2009 een comeback maken in dit internationale kampioenschap. Volgens Aprilia gaat de nieuw ontwikkelde RSV4 voor vuurwerk zorgen in het naderende seizoen. Aprilia wist de viervoudig 250cc-wereldkampioen Max Biaggi (ook wel 'the Roman Emperor' genoemd) een contract aan te bieden. Lange tijd bleef het onduidelijk welke coureur de tweede RSV4 moest gaan bemannen. Op donderdag 30 oktober 2008 verbreekt Nakano het contract bij Honda en zet zijn handtekening onderaan het Aprilia papiertje. Hiermee verzekerde Nakano zichzelf van opnieuw een plek in de internationale motorracesport.